# Mad Monkey
Mad Monkey  is een videospel voor de platforms Commodore 64 en Commodore 128. Het spel werd uitgebracht in 1986. 